# Saigo Tsugumichi
In deze Japanse naam is Saigo de geslachtsnaam.
Saigo Tsugumichi (Japans: 西郷従道) (Kagoshima, 1 juni 1843 – Tokio, 28 juli 1902) was een Japanse politicus en admiraal, actief van 1869 tot 1898. Zijn belangrijkste verwezenlijking is de technische vernieuwing van de Japanse vloot. Hiervoor werd hij vlak voor zijn dood beloond met een titel. In het kabinet van Ito Hirobumi (伊藤 博文) had hij de rol van minister van Zeemacht.

## Jeugd
Saigo Tsugumichi (西郷従道) is geboren in Kagoshima, dat deel uitmaakt van het grotere domein Satsuma. Tijdens zijn leven nam hij verschillende namen aan. Na de Meiji-restauratie liet hij zich registreren onder de naam ‘Judo’. Door een andere leeswijze van deze naam kwam men aan ‘Tsugumichi’. Hij spendeerde enkele jaren als theemeester voordat hij op militair of politiek gebied actief werd.
Zijn oudere broer was Saigo Takamori. Dankzij zijn invloed nam hij deel aan de Sonno-joi-beweging die het bakufu wilde omverwerpen. Hierdoor zou hij later actief deelnemen in het politieke en militaire milieu.

## Oorlog

### Formosa expeditie
Sinds de Meiji-restauratie van 1868 was de relatie tussen Korea en Japan aan de slechte kant. Dit kwam doordat Korea de nieuwe machthebber in Japan niet wilde erkennen. Er werden verschillende onderhandelingsmissies naar Korea gestuurd, maar deze waren zonder resultaat. In Japan begonnen er zich twee partijen te vormen, waarvan de ene voorstander was van het afstraffen van Korea. De andere wilde hier niet van horen, omdat de toestand vlak na de Meiji-restauratie onstabiel was. Saigo Takamori, Itagaki Taisuke (板垣退助) en Goto Shojiro (後藤象二郎) van Tosa, Eto Shinpei (江藤新平) en Sujima Taneomi(副島種臣) van Hizen waren voorstanders van een afstraffing. Hun tegenhangers waren Iwakura Tomomi en Kido Koin(木戸孝允) en Okubo Toshimichi (大久保 利通).
In 1869, twee jaar na de aanvang van de Meiji-restauratie, kreeg Tsugumichi de opdracht naar Europa te reizen met Yamagata Aritomo. Het doel van deze reis was het onderzoeken van de Europese legers en hun technologie om zo het Japanse Imperiale leger sterker te maken. In 1871 gingen Tomomi (岩倉具視), Kido Koin (木戸孝允) en Okubo Toshimichi (大久保利通) ook naar het buitenland om Japan te vertegenwoordigen. Tijdens hun afwezigheid zagen de aanhangers van de Korea-invasie hun kans. Maar Okubo Toshimichi en zijn partij voor de vrede konden de invasie van Korea tegenhouden. Dit had als gevolg dat Takamori en zijn aanhangers zich uit de regering terugtrokken, terwijl Saigo Tsugumichi erin bleef.
Een schipbreuk zorgde ervoor dat 69 Liu-ch'iu-eilandbewoners terechtkwamen op Formosa. Daar werd echter een groot deel vermoord door de inheemse bevolking, slechts twaalf overleefden het. Deze gebeurtenis lag gevoelig in Japan en vooral voor Satsuma omdat de eilandbewoners als onderdeel van Satsuma werden beschouwd. De vraag om een strafexpeditie rees weer. De Meiji-overheid wilde dat China de leiders van de inheemse bevolking strafte, omdat Formosa bij het grondgebied van Taiwan hoorde. Maar China weigerde dit te doen vanwege de ingewikkelde verstandhouding tussen China en Liu-ch'iu. Na aandringen zei China dat de inheemse bevolking niet onder de jurisdictie van China viel. Charles Le Gendre en Gustave Emile Boissonade zeiden dat Japan het recht zelf in handen moesten nemen.
In 1874 werd Saigo Tsugumichi leider van de 3600 soldaten waarmee hij de strafexpeditie zou leiden. Wegens bewezen diensten tijdens de reis naar Europa was hij benoemd tot luitenant-generaal in het nieuwe Japans Keizerlijk Leger. Op 22 mei won Tsugumichi de oorlog na een beslissende strijd. Er waren 30 doden aan de kant van de inheemse bevolking en een groot aantal gewonden. Aan de Japanse kant waren er zes doden en een paar gewonden. In november trok het Japanse leger zich terug, nadat de Chinese overheid bereid was aan Japan een schadevergoeding te betalen van 500.000 Kuping Taels, een oude Chinese geldeenheid.
Het belang van deze Formosa-strafexpeditie was niet de Chinese schadevergoeding. Okubo wilde vooral meer stabiliteit in Japan en met deze expeditie wilde hij de opstandige gevoelens van de samoerai onderdrukken. Daarom ook dat deze expeditie plaatsvond vlak na de Saga Rebellie en de 3600 soldaten vooral uit Saga en Satsuma kwamen. Ook het feit dat Tsugumichi Saigo de jongere broer van Takamori Saigo was, speelde een rol.

### Satsuma rebellie
Toen Saigo Takamori in 1877 met de Meiji-overheid in conflict kwam, wilde Tsugumichi hem persoonlijk tegenhouden. Maar Okubo weigerde Tsugumichi soldaten te geven, omdat de kans dat Tsugumichi zou overlopen te groot was. Tsugumichi bleef aan de kant van de overheid, maar mocht aan de strijd tegen zijn broer niet deelnemen.
Saigo Takamori en zijn troepen verloren de strijd tegen het gemoderniseerd leger van de overheid en op 24 september stierf Saigo Takamori. De leegte van Saigo Takamori in Satsuma werd opgevuld door Tsugumichi. Daarmee verkreeg hij de hoogste positie in Satsuma.

## Politiek

### Rol in de politiek
Saigo Tsugumichi had na zijn succes tijdens de Formosa-expeditie een vaste plaats in het kabinet van Ito Hirobumi verworven. In 1885 kreeg hij de rol van minister van Zeemacht. Deze en de minister van Landmacht namen de plaats in van het voormalige ministerie van het Leger. Van 1892 tot 1902 vervulde hij opnieuw de rol van minister van Zeemacht. Tsugumichi werd ook benoemd tot minister van Binnenlandse Zaken. Tijdens zijn periode als minister van Binnenlandse zaken vond het Otsu-incident plaats.

### Otsu-incident
Otsu is de naam van de plaats waar de aanslag op de Russische kroonprins Nicholas Alexandrovitsj plaatsvond. Deze aanslag gebeurde tijdens Tsugumichi's periode als minister van Binnenlandse zaken. De dader was Tsuda Sanzo, een politieagent van de prefectuur Shiga. Omdat de meeste Japanners bang waren voor een oorlog met Rusland, wilde men Tsuda Sanzo ter dood veroordelen. De overheid vond dat ze dit moesten doen om de Russen tevreden te stellen.
Sinds de verandering van het rechtssysteem in 1880 kon men echter niet zomaar mensen ter dood veroordelen. Enkel als er een moordpoging was op leden van de keizerlijke familie kon men deze straf uitvoeren. Dit was echter niet het geval met de Russische kroonprins.
Saigo Tsugumichi en andere leden van de overheid probeerden druk te zetten op de rechters om de zaak vlug af te ronden en Tsuda Sanzo desondanks ter dood te veroordelen. Maar 5 van de 7 rechters oordeelden dat dit niet kon. Ze opteerden voor levenslange gevangenschap. Na het vertrek van de Russische kroonprins uit Japan, dienden Saigo Tsugumichi en Aoki Shuzo, minister van Buitenlandse Zaken, hun ontslag in. Veel Japanners hielden hen verantwoordelijk voor het gebrek aan beveiliging tijdens het Otsu-incident.

### Gen-ro
De Gen-ro was een groep van ex-politici die achter de schermen raad gaven aan de keizer. Er waren negen leden en op een na stamden ze allemaal af van lagere samoerai-families. De leden van de gen-ro konden de eerste minister kiezen en voordragen aan de keizer.
In 1892 werd Tsugumichi lid van de gen-ro en stichtte hij een politieke partij. Twee jaar later werd hij benoemd tot admiraal wegens zijn verdiensten als minister van Zeemacht. In hetzelfde jaar werd hij ook van graaf tot markies verheven. In 1898 werd hij benoemd tot generaal-admiraal door het Japanse Imperiale leger. Saigo Tsugumichi stierf op 28 juli 1902.

## Militaire loopbaan
- Generaal-majoor (少将 Shōshō), Japanse Keizerlijke Leger: 28 juli 1871[11]
- Luitenant-generaal (中将 Chūjō), Japanse Keizerlijke Leger: 4 april 1874[11]
- Luitenant-admiraal (海軍大将 Kaigun taishō), Japanse Keizerlijke Marine:
- Admiraal (元帥海軍大将 Gensui kaigun-taishō), Japanse Keizerlijke Marine: 20 januari 1898[11]

## Decoraties
- Chrysanthemumorde
- Orde van Sint-Mauritius en Sint-Lazarus
- Orde van de Zwarte Adelaar
- Grootofficier in het Legioen van Eer
- Markies in 1894
- Graaf: 7 juli 1884[11]

- International Standard Name Identifier: 0000 0000 3011 6275
- Library of Congress Control Number: n81112353
- Bibliotheek van het Japanse parlement: 00624598
- Virtual International Authority File: 3802306
- WorldCat: E39PBJxcVp4rF6hGHvDxFmTGpP